# Aleksandr Bieskrowny
Aleksandr Bieskrowny (ros. Александр Бескровный; ur. 5 kwietnia 1960) – radziecki lekkoatleta specjalizujący się w trójskoku, mistrz Europy juniorów z Bydgoszczy (1979).
Mąż Galiny Czistiakowej.

## Sukcesy sportowe
| Rok  | Miasto    | Zawody                      | Konkurencja | Wynik       |
| ---- | --------- | --------------------------- | ----------- | ----------- |
| 1979 | Bydgoszcz | mistrzostwa Europy juniorów | trójskok    | złoty medal |
| 1982 | Ateny     | mistrzostwa Europy          | trójskok    | 5. miejsce  |

## Rekordy życiowe
- skok w dal – 8,28 – Moskwa 29/05/1983
- trójskok – 17,53 – Moskwa 19/06/1983